# Sveto Todori
Sveto Todori (makedonska: Свето Тодори) är en ort i Nordmakedonien. Den ligger i kommunen Mogila, i den sydvästra delen av landet, 90 kilometer söder om huvudstaden Skopje. Sveto Todori ligger 648 meter över havet och antalet invånare är 447.